# Schüttdämmstoff
Schüttdämmstoffe sind trockene, lose und kleinkörnige Baustoffe, die zur Wärme- und/oder Schalldämmung in Hohlräume wie Decken, Dächer, Fußböden und Wände geschüttet werden. Vor allem bei der Verwendung im Altbau dienen sie auch zum Höhenausgleich unebener Unterbauten für Fußböden. Einige Schüttdämmstoffe können auch als Einblasdämmstoffe verwendet werden.

## Eigenschaften und Anwendungsbereiche
Zur Wärme- und Schalldämmung von Gebäudeteilen verwendete Trockenschüttungen werden vorwiegend in Holzbalkendecken, unter Estrichplatten und für das Verfüllen schwer zugänglicher Hohlräume eingesetzt. Sie werden lose geschüttet oder verdichtet, bei nicht begehbaren Dachböden werden sie auch als freiliegender Dämmstoff zwischen Bindern und Balken eingesetzt. Ausgleichsschüttungen können unebene Rohfußböden und alte Dielenböden nivellieren und dämmen. Druckbelastbare Schüttungen dienen als Unterlage für Trockenestriche.

## Dämmstoffarten
Für die Wärmedämmung kommen Naturdämmstoffe ebenso in Frage wie mineralische Produkte. Unter den brennbaren Naturdämmstoffen aus nachwachsenden Rohstoffen werden unter anderem geblähtes oder ungeblähtes Korkschrot (Korkgranulat), Flocken aus Wiesengras-Zellulose oder aus Altpapier, Hanfschüttungen, Miscanthus-Dämmschüttungen und Roggengranulat eingesetzt. Unter den mineralischen nicht brennbaren Schüttdämmstoffen stehen unter anderem Blähperlite, Blähton, Bims (Naturbims), Mineralfasergranulat oder Steinwolleflocken zur Verfügung. Blähperlite, -ton und Bims benötigen jedoch aufgrund der höheren Wärmeleitfähigkeit die drei- bis vierfache Dämmdicke im Vergleich zu leistungsfähigeren Dämmstoffen, wie z. B. Mineralfasergranulat oder Steinwollflocken.